# Cali
Cali (teljes nevén Santiago de Cali) Kolumbia harmadik legnagyobb városa, Valle del Cauca megye székhelye. Lakossága a 2005-ös népszámlálás szerint 2 039 626 fő.

## Fekvése

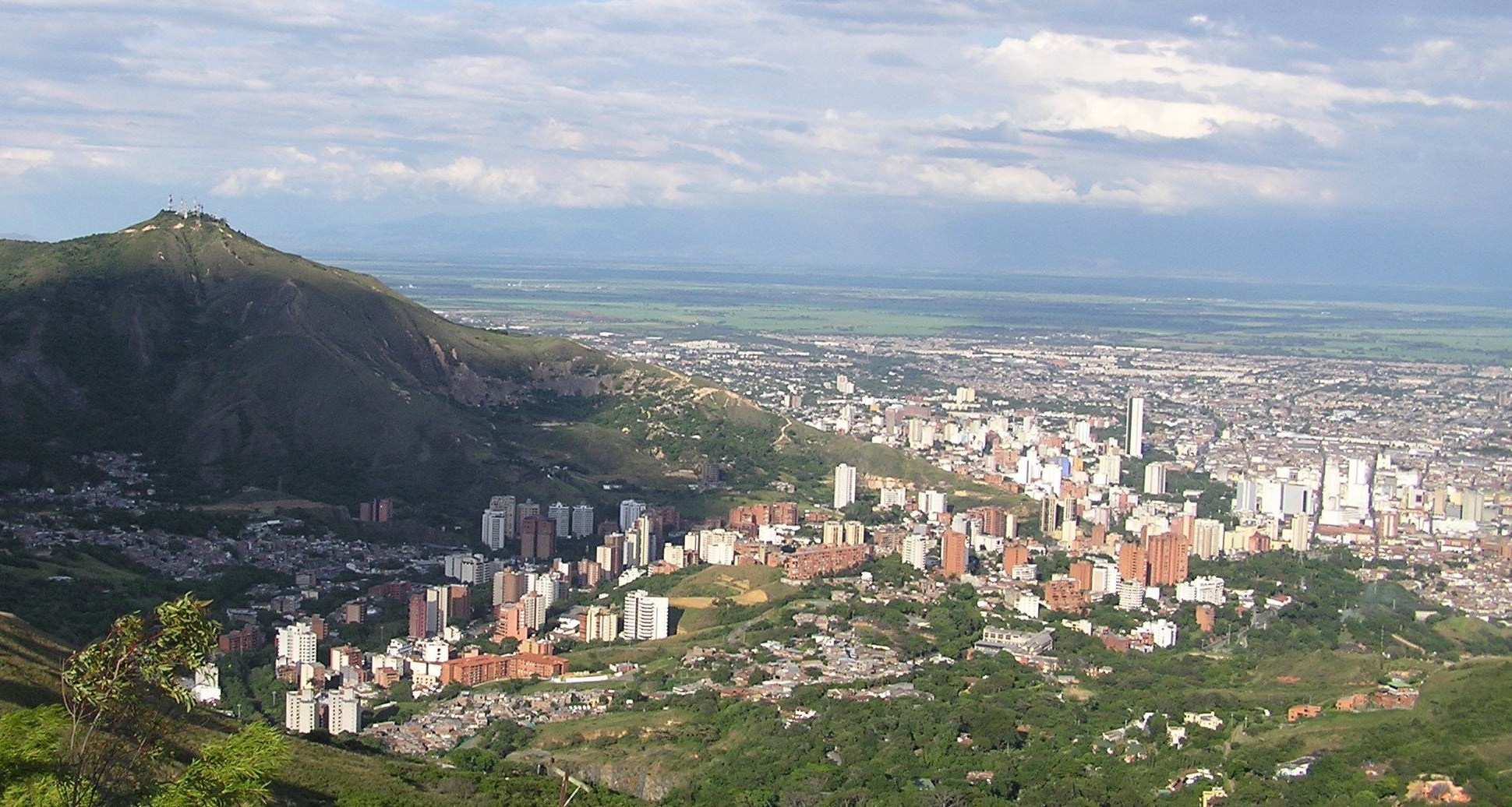
Cali látképe a Krisztus király szobortól

Cali városa a Cauca folyó völgyében, a folyó nyugati partján, az Andok Nyugati-Kordillerájának keleti oldalán, a Farallones de Cali hegység közelében fekszik. A város átlagos tengerszint feletti magassága 1000 méter. A város mintegy 100 km-re keletre fekszik a Csendes-óceán partjától és Buenaventura kikötővárostól, északkeletre fekszik Yumbo iparváros és a palmirai Alfonso Bonilla Aragón (CLO) nemzetközi repülőtér, két órányira délre található Popayán városa. A hegyekből lezúduló folyók némelyike átfolyik a város területén, mielőtt a Cauca folyóba ömlik. A város nyugati részén ömlik az Aguacatal folyó a Cali folyóba, amely később a Caucába torkollik. Délen a Cañaveralejo, a Lilí és a Meléndez folyók ömlenek a Caucába torkolló CVC déli-csatornába. Délebbre a Pance folyó mente a városi lakosok kedvelt kirándulóhelye.

## Nevének eredete
A várost Spanyolország védőszentje Szent Jakab apostol tiszteletére nevezték el, napját minden évben július 25-én ünneplik. A Cali név eredetéről megoszlanak a vélemények.
Vannak, akik egy helyi törzs, a „Lili” nevének téves kiejtéséből magyarázzák, mások a kecsua nyelvből származtatják és ezt arra alapozzák, hogy Quito mellett található egy bennszülöttek által lakott Cali Cali nevű város.

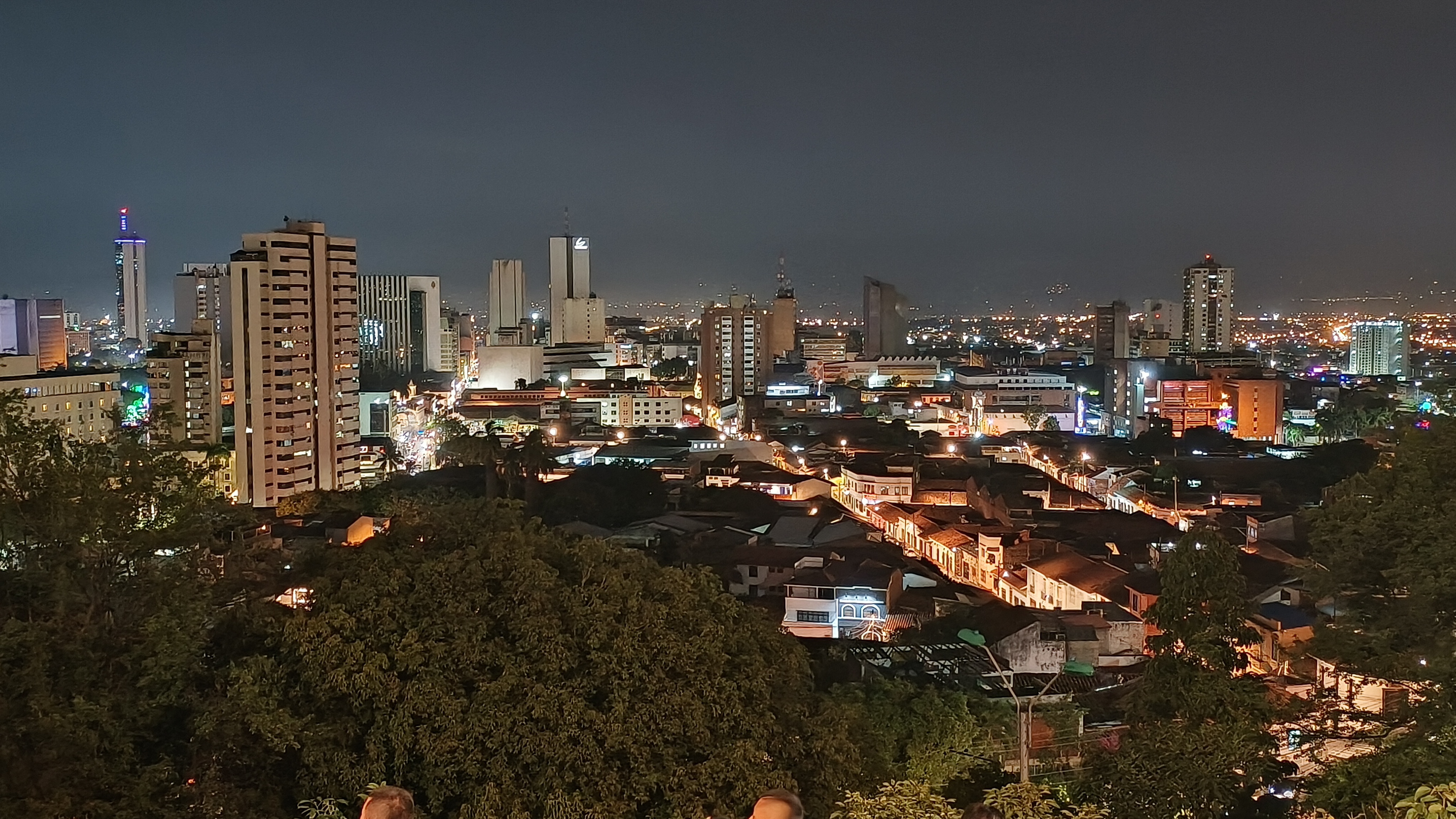
A belváros északi része

## Jelképei

### Zászló
Cali zászlaját 1928-ban, Nicolás Ramos Hidalgo polgármestersége idején alkották meg, de csak 1954. május 31-én fogadták el hivatalosan. A téglalap alakú zászló öt vízszintes csíkra oszlik, amelyek színe föntről lefelé: kék, vörös, fehér, vörös és zöld. A vörös csíkok harmadolyan vastagok, mint a másik három.

### Himnusz
A város himnuszának szövegét 1975-ben írta Helcías Martán Góngora, zenéjét (amelynek stílusa nem hasonlít a hagyományos himnuszokéhoz, inkább egy könnyűzenei dal) Santiago Velasco Llanos szerezte. Ünnepélyes bemutatására 1980. február 16-án került sor az Enrique Buenaventura Községi Színházban. Refrénjének szövege szerint Cali az ország virágja és gyümölcse, amely amellett, hogy világ és haza, még bölcső, tanterem, műhely, templom, stadion és kert is.

## Éghajlata
A város éghajlata egyenlítői, de a közeli hegyekből és a Csendes-óceán felől érkező hűvösebb és nedvesebb légáramlatok üdítően hatnak a nagy melegben. Az éves átlagos csapadékmennyiség a szárazabb északnyugati városrészen 900 mm, a nedvesebb délnyugati részeken 1800 mm. Az átlagos  hőmérséklet 19 °C és 30 °C között váltakozik, átlagban 24 °C. Fagy nem fordul elő, sőt, a hőmérséklet 10 fok alá sem csökken. Általában a nyarak szárazabbak, a telek csapadékosabbak. A legesősebb időszak a március-május, illetve október-november közötti periódus, de valamennyi eső minden hónapban esik és ez felüdíti a város zöldterületeit.
| Hónap                                                                | Jan. | Feb. | Már. | Ápr. | Máj. | Jún. | Júl. | Aug. | Szep. | Okt. | Nov. | Dec. | Év   |
| -------------------------------------------------------------------- | ---- | ---- | ---- | ---- | ---- | ---- | ---- | ---- | ----- | ---- | ---- | ---- | ---- |
| Rekord max. hőmérséklet (°C)                                         | 36,3 | 36,5 | 36,4 | 33,2 | 32,8 | 33,2 | 34,4 | 35,0 | 34,5  | 33,7 | 32,0 | 32,8 | 36,5 |
| Átlagos max. hőmérséklet (°C)                                        | 32,1 | 32,1 | 32,7 | 32,0 | 31,4 | 31,9 | 32,5 | 33,0 | 32,5  | 31,5 | 30,9 | 31,2 | 32,0 |
| Átlaghőmérséklet (°C)                                                | 23,9 | 23,9 | 24,2 | 23,8 | 23,6 | 23,8 | 23,9 | 24,0 | 23,8  | 23,2 | 23,2 | 23,4 | 23,7 |
| Átlagos min. hőmérséklet (°C)                                        | 16,7 | 16,9 | 17,0 | 16,9 | 17,2 | 16,8 | 15,4 | 15,6 | 16,5  | 16,4 | 16,7 | 16,5 | 16,5 |
| Rekord min. hőmérséklet (°C)                                         | 14,4 | 15,4 | 14,6 | 14,6 | 16,2 | 15,1 | 13,6 | 13,4 | 14,2  | 15,0 | 15,1 | 15,0 | 13,4 |
| Átl. csapadékmennyiség (mm)                                          | 48   | 61   | 103  | 123  | 97   | 55   | 28   | 46   | 69    | 115  | 99   | 65   | 909  |
| Forrás: Instituto de Hidrología, Meteorología y Estudios Ambientales |      |      |      |      |      |      |      |      |       |      |      |      |      |

## Története

### A spanyol hódítás
A spanyolok érkezése előtt a város környékét számos bennszülött törzs lakta. A Cauca folyó és a Nyugati-Kordillerák közötti területen a mai Cali és Rondanillo között gorronok laktak, a morron törzs legnagyobb települése a mai Zarzal és Bugalagrande települések közelében a Pescador folyó partján volt. Bár a morronok kannibálok voltak élénk kereskedelmet folytattak a quimbaya törzzsel, akik a Cauca völgyének északi részén laktak.
A spanyol konkvisztádor Sebastián de Belalcázar a területre behatolva először a timbák településeivel találkozott, akik érkezéséről értesülve elmenekültek, hátrahagyva városaikat és aranyukat. Észak felé továbbhaladva a hódítók a jamundi törzs területére hatoltak be, akik a Pance és Jamundí folyók között laktak. Itt a spanyolok már erős ellenállással találták magukat szemben, a bennszülöttek mérgezett végű dárdákkal és nyilakkal harcoltak ellenük. A jamundik városát elfoglalva a spanyolok elvitték az indiánok aranyát, de a terület teljes ellenőrzéséhez még a petecuy kacikát is le kellett győzni, akinek törzse a Lilí folyó és a Nyugati-Kordillerák között élt. A kacika nagy sereget gyűjtött a szomszédos törzsek harcosaiból és a két sereg 1536. nagykeddjén meg is ütközött egymással. A meghódított területen a hódítók fokozatosan keveredtek a meghódítottakkal. Belalcázarnak magának is születtek gyermekei indián anyáktól. A terület megszerzése azért is volt fontos Belalcázar számára, mert a kecsua birodalom fennhatósága alá tartozott. Atahualpa inka elfogása és kivégzése után Pizarro Guayaquil és Quito meghódítására küldte Belalcázart, akinek halála után utódai örökölték a hatalmat, melyet meg is tartottak a függetlenség kivívásáig.

### Gyarmati korszak

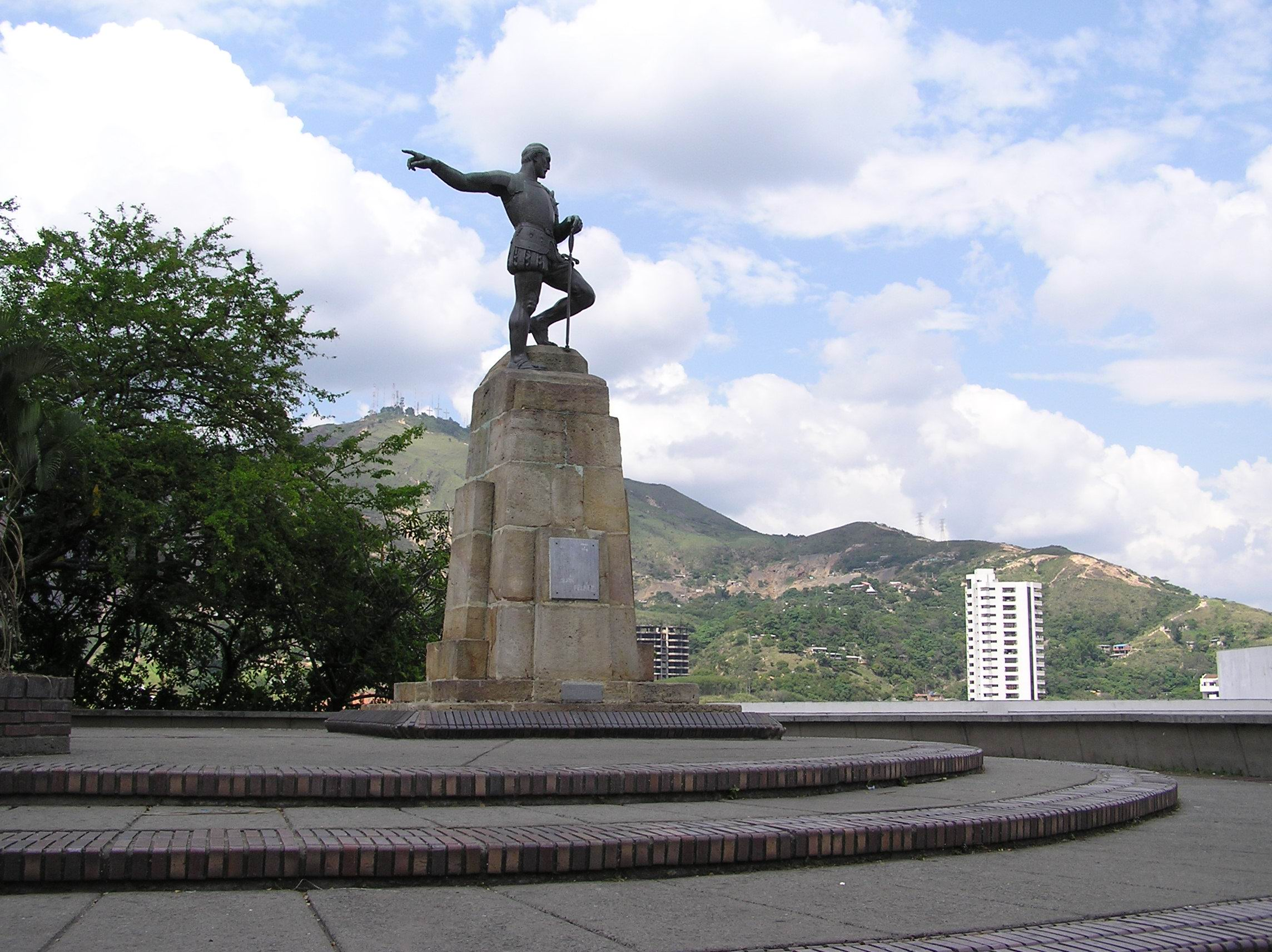
A Sebastián de Belalcázar emlékmű

Cali alapítója, Sebastián de Belalcázar 1498-ban, Kolumbusz harmadik útja során érkezett az újvilágba. 1532-ben csatlakozott Pizarróhoz, Peru meghódítójához. 1534-ben Belacázar elvált Pizarro csapatától és később megalapította Quito városát, majd az Eldorádót keresve behatolt a mai Kolumbia területére, ahol Pato és Popayán megalapítása után 1536. július 25-én megalapította Santiago de Cali városát. Ez a város azonban nem a mostani helyén, hanem északra, a mai Vijes és Riofrío városok területén állt, azt csak Belacázar egyik alvezére Miguel Muñoz telepítette a jelenlegi helyére 1537-ben. Ahol akkor Santos de Añasco atya a misét celebrálta, ott áll ma a La Merced-templom. Belacázar a városi hatóságok élére Pedro de Ayalát nevezte ki.
A gyarmati időszak alatt Cali Popayán kormányzóság része volt, és bár ennek Cali volt a székhelye, Belalcázar 1540-ben kedvezőbb éghajlata miatt a székhelyet Popayánba tette át.
A 18. században annak területnek a nagy részén, ahol ma Cali városa van, haciendák álltak, és a város csak egy kisváros volt a Cali folyó partján. 1793-ban Calinak 6548 lakosa volt, ebből 1106 szolga volt. Az haciendák az uralkodó nemesi osztály tulajdonában voltak, és szolgák hada dolgozott a cukornádültetvényeken és az állattartásban. Sok hacienda volt a város környékén a mai Cañaveralejo, Chipichape, Pasoancho, Arroyohondo, Cañasgordas, Limonar és Meléndez városok területén.
Calinak a kereskedelem szempontjából is stratégiai helye volt, mert egy bányákban gazdag terület központjában feküdt. A gyarmati időszakban Cali és Buenaventura között állatokkal szállították a terményeket.

### A függetlenség kivívása

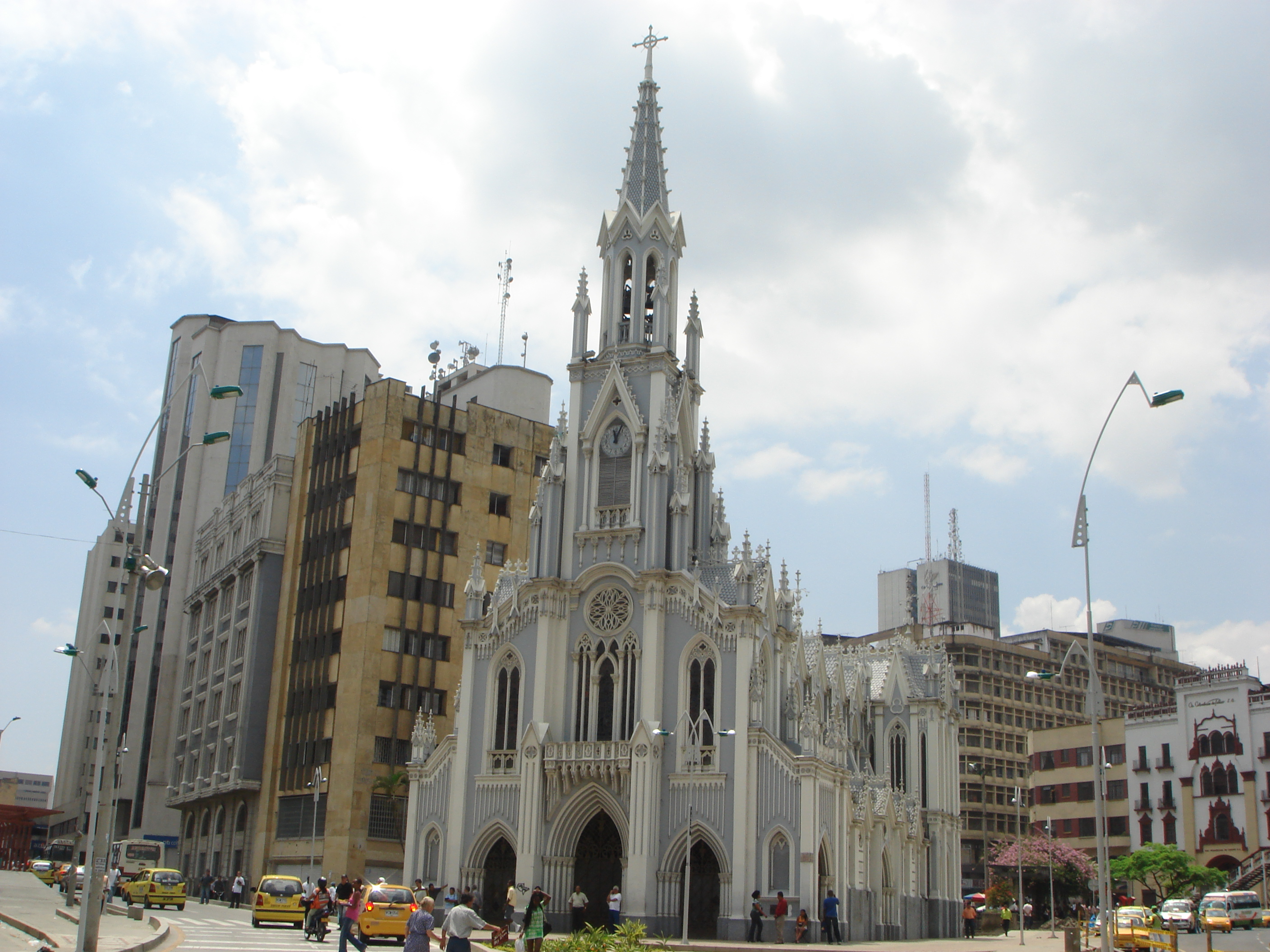
A La Ermita templom

1810. július 3-án Cali kikiáltotta függetlenségét a Popayáni Kormányzóságtól. Ezt a helyi mozgalmat csak 17 nap múlva követte a bogotái. Egyre több város csatlakozott hozzá és megalakították a Ciudades Confederadas del Valle del Cauca nevű szövetséget, a Cauca-völgyi Városok Konföderációját. Popayán kormányzója, Miguel Tacón y Rosique sereget gyűjtött a lázadók ellen, mire Cali népe a Bogotában megalakított forradalmi parancsnokság, a Junta Suprema segítségét kérte, amely egy Antonio Baraya tábornok parancsnoksága alatt álló kontingenst küldött támogatásul. 1811. május 28-án a bajo palacéi csatában Baraya serege megverte a királyi sereget. A harc azonban ezzel még nem ért véget, a következő években számos csata zajlott még a szabadságharcosok és a királyi csapatok között. A Napóleon fogságából kiszabaduló VII. Ferdinánd spanyol király hatalmas sereget küldött a Pacificador (rendteremtő) Pablo Morillo parancsnoksága alatt, aki visszaállította a spanyol uralmat. 1819-ben, miután Simón Bolívar a spanyol erők zömét megfutamította a Cauca-völgyi felkelés is újraéledt és végül átvette az ellenőrzést a térség felett. 1822-ben Bolívar megérkezett Caliba, amely fontos katonai támaszpont volt és környékéről sok harcos vett részt Bolívar függetlenségi harcaiban.

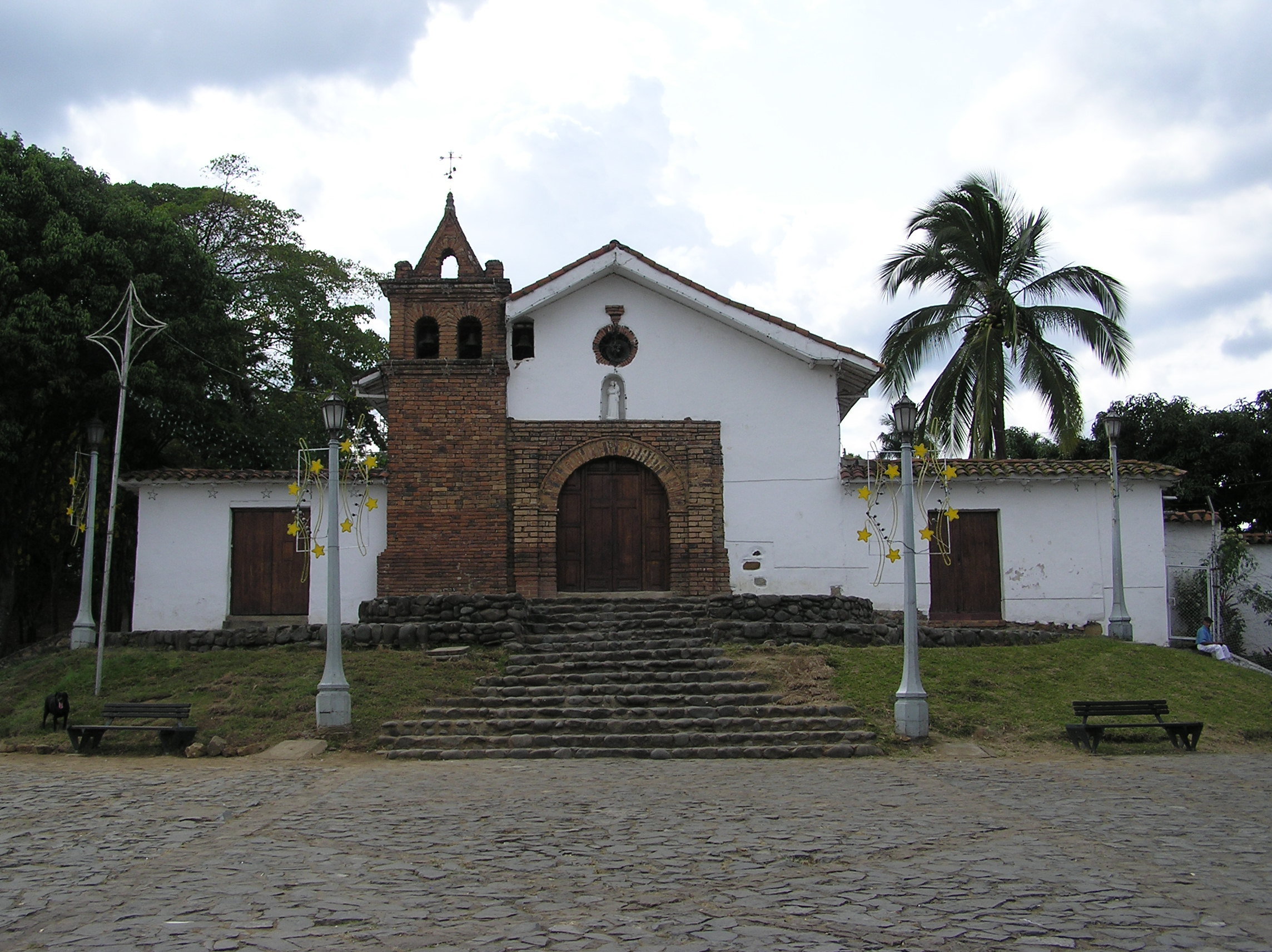
A Szent Antal-templom

### A modern Cali kialakulása
A 20. század elejéig Cali a többi kolumbiai városhoz hasonlóan kisváros volt, politikailag és gazdaságilag is Popayántól függött. A vasúti összeköttetés megépülése a város és a csendes-óceáni kikötő Buenaventura között fellendítette az ország belsejébe irányuló  kereskedelmet. Ez egy csapásra kisvárosból az ország egyik legfontosabb városává tette Calit.
1911-ben 28 000 lakosával Cali az újonnan kialakított Valle del Cauca tartomány székhelye lett. Az új tartomány a régi Cauca Tartomány északi részét képezte. A terület legnagyobb része mezőgazdasági terület volt, melynek az ország terményekkel való ellátásában fontos szerepe lett volna. Azonban nem volt közúti összeköttetése az ország többi részével, ezért a bogotái országút megépüléséig a szállítás lóval vagy öszvérrel történt. A Nyugati-Kordillerák és az óceán közötti út csak 1945-ben készült el. Az út megépülése a város fejlődésének új lendületet adott, mert meggyorsította és olcsóbbá tette az árucikkek szállítását Bogotába, Medellínbe éppúgy, mint a kávé exportját. Cali növekedésével Barranquilla jelentősége csökkent, mivel megszűnt a kolumbiai nagyvárosokhoz vezető út kapuja lenni.
Az 1950-es évek elején Cali főként külföldi tőke bevonásával megkezdte az intenzív iparosítást. Ekkor már mintegy 240.000 lakosa volt. A város környékén cukornádültetvények terültek el ezért az ipar nagyrészt a cukornád feldolgozásán alapult. Az ipar fejlődése a várost a térség legvirágzóbb városává tette. Egyetlen évtized alatt lakossága csaknem megháromszorozódott, fejlett úthálózat jött létre és a légi közlekedés megindulása végleg megszüntette Cali elszigeteltségét az ország és a világ többi részétől.
1956. augusztus 7-én szörnyű katasztrófa történt a városban. 1100 ember halt meg, amikor hét lőszerszállító katonai teherautó robbant fel a városban. A katasztrófa súlyosabb is lehetett volna, ha a teherautók a népes belvárosban robbannak fel.
1971-ben Cali adott otthont a pánamerikai játékoknak. Az esemény arra ösztönözte a várost, hogy sok utat, lakóterületet és sportlétesítményt építsenek újjá. A városban sok sportcentrum és sportpálya épült. Az 1970-es és 1990-es évek között a Cali kartell és a Medellín kartell közötti harc odáig fajult, hogy Cali utcái nyílt terrorista támadások színhelyei voltak. 2006-ban a Cali kartellt vezető Rodríguez-fivéreket, vádalku keretében harminc év börtönbüntetésre ítélte egy amerikai szövetségi bíróság Miamiban.
Napjainkban Cali városának lakossága kétmillió fölé nőtt. Sokan közülük az ország szegényebb részeiről érkezett menekültek, akik a külvárosok mocskos nyomornegyedeit lakják és a városi hatóságok folyamatos harcot vívnak a megsegítésükre és integrálásukra a város életébe. A gyilkosságok és más bűncselekmények magas száma a magas drogfogyasztással és a drogkartellek harcával van összefüggésben.

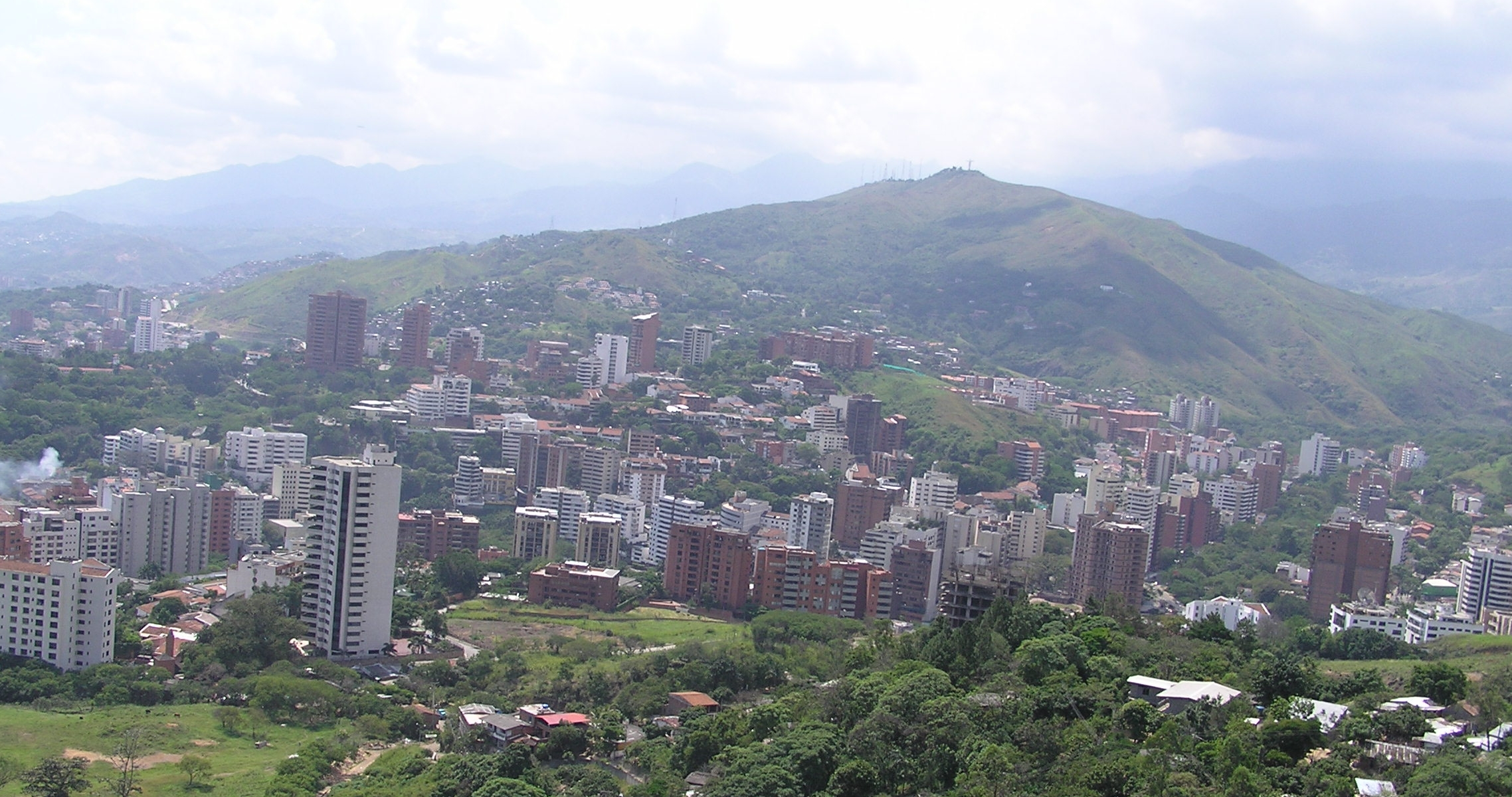
A város egy része, háttérben a Krisztus király szobor

## Népesség
A város lakossága rendkívül gyorsan nő. Míg a 20. század első felében még csak néhány tízezren lakták, addig az ezredfordulóra közel kétmilliósra duzzadt a lakosság, és ma is mintegy 25 000 fővel növekszik évente. A változásokat szemlélteti az alábbi táblázat:
| Év   | Lakosság  |
| ---- | --------- |
| 1938 | 88 366    |
| 1951 | 241 357   |
| 1964 | 618 215   |
| 1973 | 971 891   |
| 1985 | 1 402 893 |
| 1993 | 1 809 054 |
| 2005 | 2 039 626 |

Cali az a város, ahol a legtöbb afrikai származású kolumbiai él. A városvezetés becslései szerint a caliak mintegy 40%-a rendelkezik afrikai gyökerekkel, de vannak olyanok is, akik szerint ez a szám akár az 50%-ot is elérheti.

## Látnivalók
- Cayzedo tér: a belváros főtere.

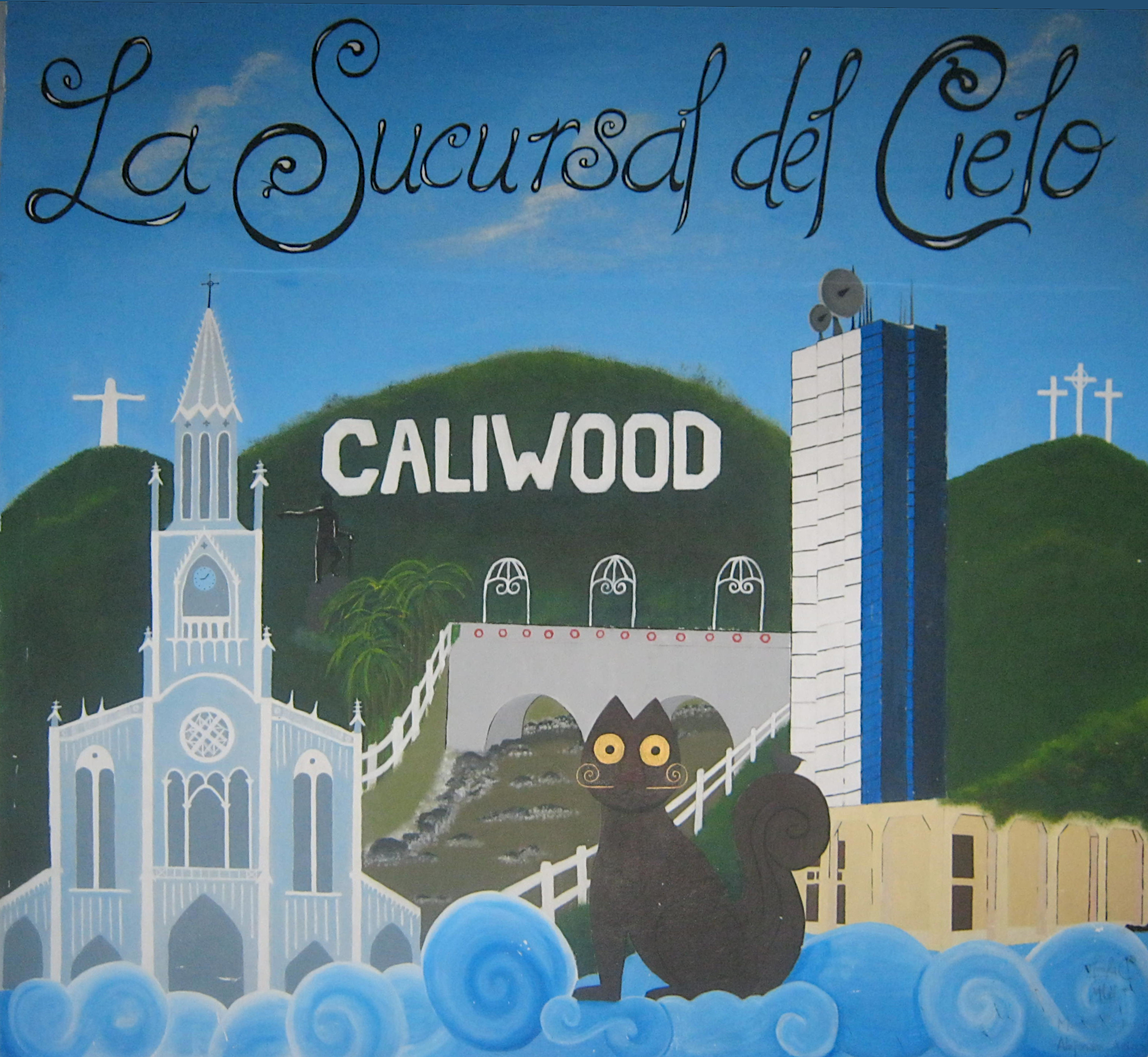
Falfestmény a város jelképeiről: háttérben a Krisztus király szobor, a Sebastián de Belalcázar-emlékmű és a Cerro de las Tres Cruces, középen az Ortiz híd, elöl a La Ermita templom, az El Gato del Río macskaszobor és a Torre de Cali felhőkarcoló

- La Novena: A város főutcája sok étteremmel és gyorsbüfével.
- Szent Péter-székesegyház: a Cali főegyházmegye központja
- La Ermita templom: a belváros neogótikus stílusú temploma, közismert turistalátványosság
- La Tertulia Múzeum: A modern művészetek múzeuma.
- Museo Arqueológico La Merced: a gyartami időkből származó templom, később történeti múzeummá átalakítva. A vidék ősi kultúráját mutatja be.
- Mudéjar torony: Ez a torony és templomocska, amely a belvárosi ferences épülettömb része, őrizte meg leginkább a mór építészet hatására kialakult 16. század előtti spanyol építészeti stílust.
- Museo del Oro del Banco de la República: A régió függetlenség előtti történetét bemutató történeti múzeum.
- Cali Állatkert: A terület élővilágát mutatja be.[11]
- Cerro de las Tres Cruces: Az egész városból látható, három hatalmas kereszttel díszített domb.
- Szent Antal-templom: Dombtetőn álló gyarmati típusú templom.
- La Merced vallási komplexum: Templom, kolostor, kápolnák és múzeumok épületegyüttese.
- Krisztus király szobor: Hegy tetején álló hatalmas Krisztus-szobor.
- Canchas Panamericanas: Nagy sportkomplexum, mely a Pascual Guerrero Stadion és az Evangelista Mora sportcsarnok mellett sok sportpályából és medencéből áll.
- Pance: A város déli részén a Pance folyó mellett fekvő kiterjedt falusias jellegű övezet gazdag növényzettel. A városiak kedvelt kirándulóhelye.
- El Topacio: Kedvelt pihenőhely kempinggel, szép természeti környezettel és vízesésekkel.
- Farallones de Cali: Hegymászók által kedvelt hegyvidék 4000 méteres csúcsokkal, kilátással a városra, a Kordillerák középső vonulataira és az óceánra.
- Páramo de las hermosas: Jellegzetes andoki táj kis tavakkal.
- El Gato del Río és Las Novias del Gato: Nagy méretű macskaszobrok városszerte.

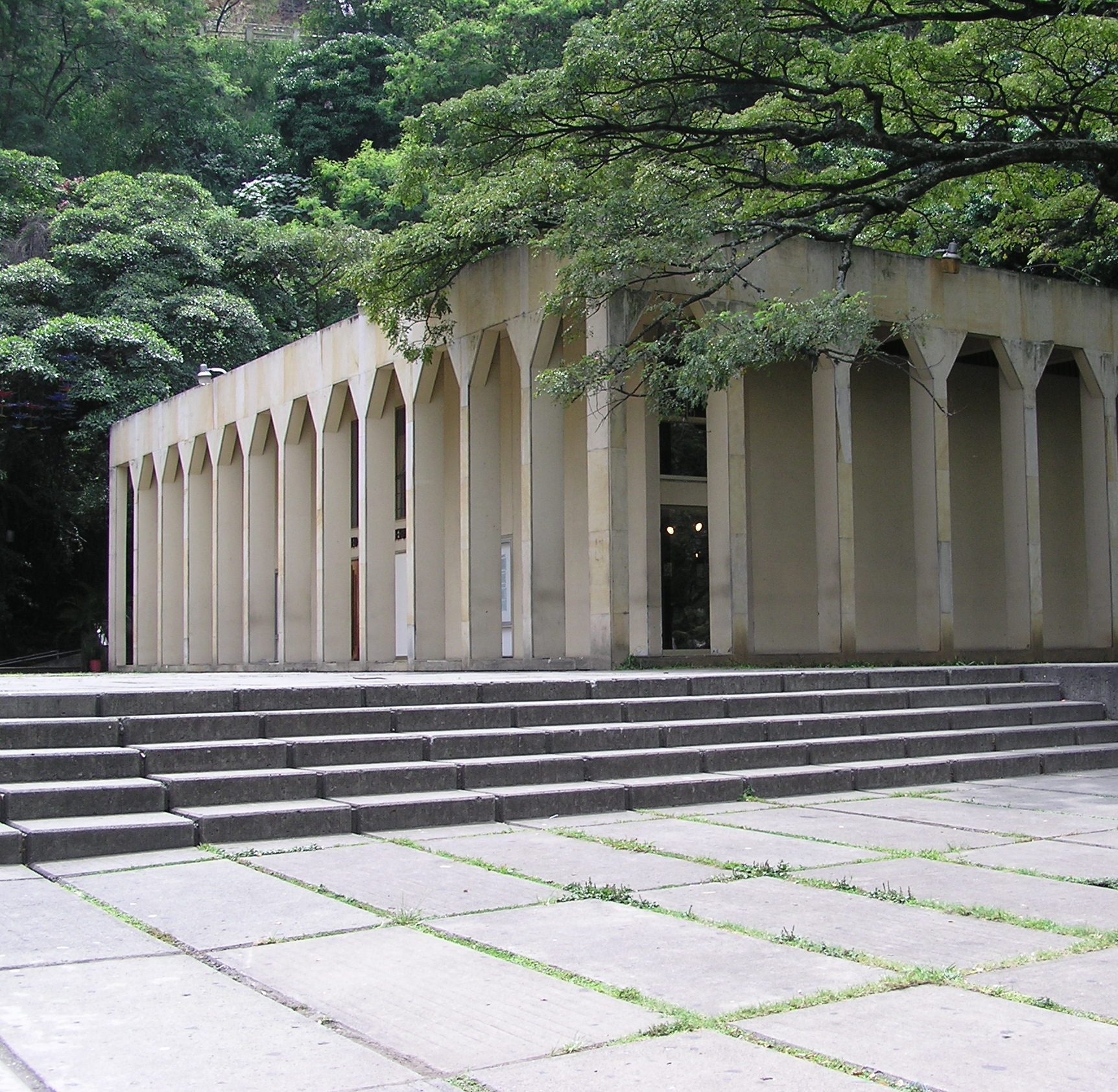
A La Tertulia Múzeum

- Coltabaco-épület: Az 1930-as évekből származó emblematikus épület.
- Otero-épület: Az 1920-as években épült műemlék.
- Nemzeti Palota: Az 1920-as–30-as években épült műemlék.
- Ortiz híd: Műemléki híd a 19. század első feléből.
- Sebastián de Belalcázar-emlékmű: A város alapítójának nagy méretű bronzszobra a város egyik jelképe.

## Közlekedés
Cali fő tömegközlekedési eszköze az autóbusz. A várost jelenleg tekervényes buszvonalhálózat jellemzi, melyen ingázók tízezrei közlekednek nap mint nap. Az áldatlan állapotok megszüntetésére a város vezetése modern és nagy léptékű közlekedési tervet dolgozott ki. Ez a (MIO) (Masivo Integrado de Occidente), melynek lényege a szervezett modern buszhálózat kialakítása. Emellett felvetődött már a metróépítés ötlete is.
Cali repülőtere az Alfonso Bonilla Aragón nemzetközi repülőtér, amely az ország délnyugati részének fontos nemzetközi közlekedési csomópontja. Termináljáról naponta indulnak járatok főként Észak-Amerika nagyobb városaiba.

## Egyetemek
A város legpatinásabb egyeteme az 1945-ben alapított Universidad del Valle, vagy röviden Univalle, ahol több mint 20 000 diák tanul. Másik nagy egyeteme, az Universidad Santiago de Cali szintén számos karral rendelkezik. Kisebb egyetemei az Universidad Autónoma, az Universidad Javeriana, az Universidad ICESI, az Universidad Libre és az Universidad San Buenaventura.

## Kulturális élet
A La Feria de Cali a város fő kulturális eseménye. A fesztivál minden évben december 25-étől január 5-éig tart, nyilvános cabalgata, tascas, salsa koncertek, bikaviadalok, parádék és sportversenyek kerülnek megrendezésre.
Cali mint a salsa fővárosa ismert, a salsa az afro-karibi zene egyik fajtája. Július elején tartják a nyári Salsa-fesztivált, amely egy hétig tart. A fesztiválon fellépnek a világ többi nagy salsa együttesei és táncosai.
A város fontosabb színházai a Jorge Isaacs Színház, a Calima Színház, a Los Cristales Színház és az Enrique Buenaventura Községi Színház.

## Sport
- Cali legismertebb labdarúgóklubjai az América Cali és a Deportivo Cali. A két csapat hosszú ideje rivalizál egymással, klasszikus rangadójuk neve Clásico Vallecaucano,[13] míg egy másik fontos országos rangadónak szintén van cali szereplője: a Clásico Añejo a Deportivo és a fővárosi Millonarios összecsapása.[14] A Deportivo stadionja, a 2010-ben felavatott Estadio Deportivo Cali az egész ország legnagyobb befogadóképességű és egyik legmodernebb stadionja.[15]
- 1971-ben Cali adott otthont a pánamerikai játékoknak.
- 1975-ben Cali rendezte az úszó-világbajnokságot és a vele egy időben zajló vízilabda-világbajnokságot.
- Cali két nagy atlétikai esemény színhelye is. Az év közepén rendezik meg a félmaratont és a december 10-én a Carrera del Río Cali futóversenyt.

## Panorámakép

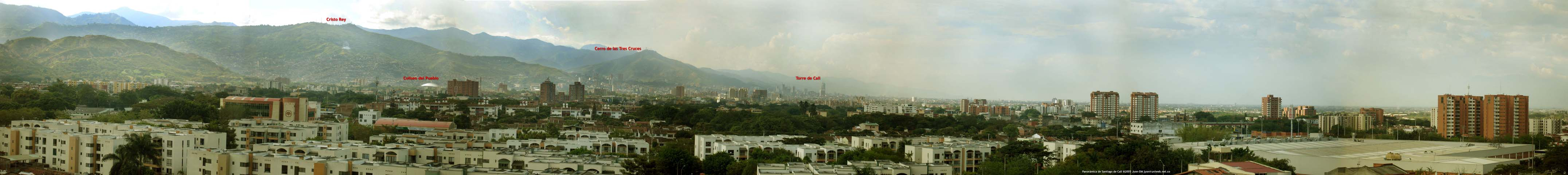

## További információk

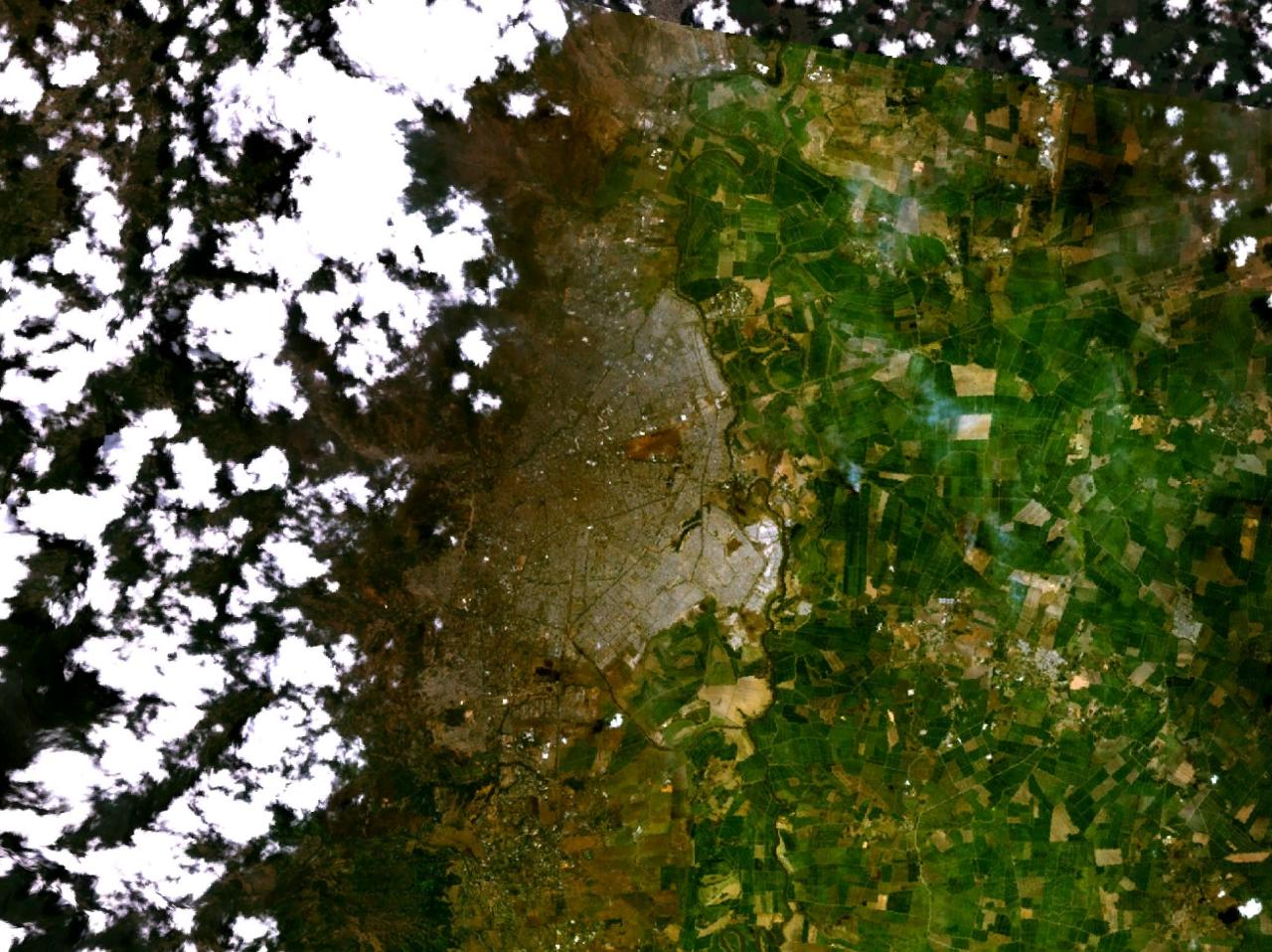
Cali az űrből